# Boodleaceae
Boodleaceae, porodica zelenih algi, dio reda Cladophorales. Postoji šest rodova s tridesetak vrsta.

## Rodovi
1. Boodlea G.Murray & De Toni
2. Cladophoropsis Børgesen
3. Nereodictyon Gerloff
4. Phyllodictyon J.E.Gray
5. Struvea Sonder
6. Struveopsis Rhyne & H.Robinson